# Laurent Simons
Laurent Simons (* 26. Dezember 2009 in Ostende) ist ein belgisch-niederländischer Hochbegabter. Er machte mit acht Jahren das Abitur, mit elf einen Bachelor- und mit zwölf einen Masterabschluss und wird als Wunderkind bezeichnet.

## Leben
Er wurde als Sohn von Alexander und Lydia Simons, einem Zahnärztepaar, geboren und wuchs bei seinen Großeltern in der westflämischen Hafenstadt Ostende auf. Mit vier Jahren wurde er eingeschult und beendete die Grundschule im Alter von sechs Jahren. Er wechselte zunächst auf ein Privatgymnasium in Amsterdam. Dort beklagte er sich jedoch über die anderen Schüler, die viel zu langsam seien und diese über ihn, da er immer alles wusste. Daraufhin besuchte er ein Gymnasium in Brügge, das für ihn einen Einzelunterricht organisierte. Seine besondere Fähigkeit besteht darin, sich alles, was er liest, sofort zu merken. So gelang es ihm, sich das Abiturwissen in nur zwei Jahren anzueignen. In den letzten sechs Wochen am Gymnasium hatte er jeden Tag eine Prüfung, um das Abitur zeitlich zu schaffen. In den Ferien machte er ein Praktikum bei einem Kardiologen in Amsterdam und besuchte Sonderkurse für Hochbegabte. Ein Intelligenztest ergab einen Intelligenzquotienten von mehr als 145.
Nach dem Abitur mit acht Jahren besuchte Laurent die Technische Universität Eindhoven. Er brach jedoch sein Studium im Alter von neun Jahren, Ende 2019, kurz vor dem Bachelor-Abschluss in Elektrotechnik ab, da seine Eltern verlangten, dass ihr Sohn noch vor seinem zehnten Geburtstag seinen Universitätsabschluss macht. Der bisherige Rekord lag (Stand Februar 2020) bei dem US-Amerikaner Michael Kearney, den sie übertreffen wollten. Die Universität erklärte, Laurent hätte noch einige Prüfungen ablegen müssen. Er hatte sein Studium an einer Universität in Israel fortsetzen wollen, wo ein Interdisziplinäres Studium von Biotechnologie, Medizin und Bioverfahrenstechnik möglich ist. Als Ziel hatte er ausgegeben, später Organe zu züchten und das menschliche Leben zu verlängern. Doch wegen der COVID-19-Pandemie waren Reisen nicht möglich.
Im Juli 2021 beendete Laurent als Elfjähriger sein Bachelor-Physikstudium an der Universität Antwerpen. Er schloss sein Studium dabei mit 85 % ab, was laut einem Sprecher der Universität die höchste Auszeichnung ist. Die Quantenphysik habe ihn besonders interessiert. Da er an der TU Eindhoven bereits im Bachelor-Elektrotechnikstudium Credit-Points erhielt, durfte Simons das normalerweise für sechs Semester (drei Jahre) ausgelegte Bachelor-Physikstudium innerhalb eines Jahres absolvieren. Innerhalb eines Jahres, von Juli 2021 bis Juli 2022, absolvierte Simons ein maßgeschneidertes Masterstudium in Antwerpen in Kooperation mit Universitäten aus Israel, Großbritannien und den USA. Währenddessen arbeitete er als Gaststudent an der Ludwig-Maximilians-Universität München und dem Max-Planck-Institut für Quantenoptik im Forschungszentrum Garching mit einem internationalen Forscherteam an einem Laserprojekt, bei dem kleinste Krebszellen mithilfe eines Lasers erkannt wurden. Er schloss sein Masterstudium mit Summa cum laude ab. Spätestens im November 2022 nahm er eine Doktorandenstelle für Experimentalphysik am Max-Planck-Institut in München auf.

## Reportage
- Spiegel TV: Wunderkind Laurent Simons: Mit acht Jahren an die Uni auf YouTube, 27. Juli 2018 (Laufzeit: 4:16 min).